# Градът (село)
Вижте пояснителната страница за други значения на Градът.
Градът е село в Южна България. То се намира в община Смолян, област Смолян.

## География
Село Градът се намира в планински район.

## История
До 1988 г. село Градът е махала към село Тикале, което се намира на около километър от него.

## Културни и природни забележителности
Селцето се намира в сърцето на Родопите високо в планината, чудесна панорама, чист въздух и дружелюбни хора. Една от най-големите природни забележителности на селцето е намиращата се близо до него планина Момчилова крепост, наричана още от местните там хора Градището.